# Barbara d'Austria
Barbara d'Asburgo, arciduchessa d'Austria (Vienna, 30 aprile 1539 – Ferrara, 19 settembre 1572), era duchessa consorte di Ferrara, Modena e Reggio.

## Biografia
Barbara era la figlia dell'imperatore Ferdinando I, e di sua moglie, Anna di Boemia e Ungheria. Da parte di padre era la nipote di Filippo I d'Asburgo e della regina Giovanna di Castiglia. Da parte di madre, era la nipote del re Ladislao II d'Ungheria e di Anna di Foix-Candale.
Nell'inverno del 1547, l'imperatore Ferdinando I, dopo la morte della moglie, affidò tutte le sue figlie nubili alle cure delle suore del monastero di Innsbruck, dove Barbara visse fino al suo matrimonio. Solo una volta, nel 1552, durante l'invasione del Tirolo da parte dell'esercito protestante al comando di Maurizio, elettore di Sassonia, Barbara e le sue sorelle Maddalena, Margherita, Elena e Giovanna trascorsero un po' di tempo fuori dal monastero.
Barbara ricevette un'ottima educazione cattolica. I tratti caratteristici della sua educazione, basata sugli scritti dei gesuiti Peter Canisius e Diego Laínez, furono la religiosità e la carità. Anche i suoi confessori erano gesuiti.
I contemporanei avevano opinioni diverse sull'aspetto fisico di Barbara. Il nunzio papale alla corte imperiale di Vienna, il cardinale Zaccaria Dolfin, la considerava brutta. Il diplomatico fiorentino Antonio degli Albizzi in corrispondenza ha descritto l'aspetto di Barbara come mediocre. Indicò anche la presenza del prognatismo in lei, una caratteristica peculiarità anatomica che apparve in molti membri della Casa d'Asburgo. Il diplomatico veneziano Alvise Contarini, invece, considerava Barbara la più bella delle arciduchesse nubili.

## Matrimonio
Nel 1560 Barbara fu presa in considerazione come possibile moglie di Guglielmo Gonzaga, duca di Mantova, che in seguito sposò Eleonora, sorella maggiore di Barbara. 
Nel 1562 diversi corteggiatori si presentarono all'imperatore Ferdinando I per chiedere la mano della figlia minore Giovanna, tra cui Giovanni Sigismondo Zápolya, Francesco de' Medici, principe ereditario di Firenze, e Alfonso II d'Este, duca di Ferrara, Modena e Reggio. L'ultimo di questi iniziò le trattative per il matrimonio con Giovanna nel novembre 1563.
Un matrimonio dinastico con il capo della Casa d'Este sarebbe stato vantaggioso per la Casa d'Asburgo, per cercare di ridurre la tradizionale influenza dei re francesi sui duchi di Ferrara. Tuttavia, per evitare un conflitto tra le Case dei Medici e degli Este, l'imperatore propose invece Barbara come moglie di Alfonso II, decisione sostenuta dal re Filippo II di Spagna, alleato del Ducato di Firenze.
Nel luglio 1565 Barbara vide per la prima volta Alfonso II, che visitò Innsbruck per conoscerla. Nel novembre dello stesso anno lei e Giovanna giunsero a Trento, dove Papa Pio IV inviò i suoi legati per celebrare una doppia cerimonia di matrimonio; tuttavia, a causa del rinnovato conflitto tra i Medici e gli Este, le spose dovettero recarsi nelle rispettive capitali (Ferrara e Firenze) dei loro futuri sposi per sposarsi.
Il 1 dicembre 1565 Barbara arrivò a Ferrara e il 5 dicembre venne celebrata la cerimonia. I festeggiamenti nuziali, durante i quali fu costruito un "Tempio dell'Amore" e si svolse un grande torneo, durarono fino al 9 dicembre. Tra gli invitati al matrimonio c'erano Guglielmo Gonzaga, duca di Mantova, con la sorella maggiore della sposa Eleonora. Torquato Tasso (all'epoca poeta di corte dei duchi di Ferrara) fu testimone dell'ingresso solenne del corteo della sposa a Ferrara e delle successive nozze; descrisse più tardi ciò che vide nel suo dramma pastorale "Aminta", in cui dedicò diverse canzoni in lode di Barbara. I festeggiamenti furono interrotti a causa della morte di Papa Pio IV.
Divenuta duchessa di Ferrara, Barbara conquistò l'amore dei suoi sudditi per il modo misericordioso con cui trattava tutti i bisognosi. Nonostante Barbara non parlasse italiano, lei e suo marito godevano di una completa intesa. Il loro matrimonio, che si rivelò senza figli, fu felice. Quando, un anno dopo il matrimonio, Alfonso II partecipò alla guerra contro l'Impero Ottomano, Barbara era sinceramente preoccupata per il marito. L'esperienza peggiorò negativamente la sua salute e da quel momento i contemporanei segnalarono come sia stata costantemente malata.
Nonostante fosse una devota cattolica, Barbara riuscì a stringere un ottimo rapporto con la suocera Renata di Francia. I confessori della duchessa a Ferrara, così come a Innsbruck, erano gesuiti, ai quali Barbara prestò speciale patrocinio. Dopo i devastanti terremoti del 1570 e del 1571 nel ducato di Ferrara, servendosi dei propri risparmi personali, Barbara si prodigò per l'assistenza alle giovani orfane, fondando il Conservatorio delle orfane di Santa Barbara, il che la rese benemerita presso la popolazione di Ferrara. Nel periodo tra i terremoti, la stessa duchessa fu costretta a vivere in una tenda, cosa che aggravò i suoi problemi di salute.

## Morte
Barbara morì di tubercolosi a Ferrara il 19 settembre 1572. La sua morte prematura causò dolore tra i suoi sudditi. Dopo la sua morte fu fatto erigere un mausoleo nella chiesa di San Michele del Gesù a Ferrara. Sette anni dopo, Alfonso II si sposò per la terza volta con Margherita Gonzaga, nipote di Barbara.
Torquato Tasso dedicò diversi sonetti, canzoni, elogi e dialoghi a Barbara d'Austria. Anche un altro poeta italiano, Giovanni Battista Guarini, le dedicò una canzone. La collezione del Kunsthistorisches Museum di Vienna contiene due ritratti di Barbara. Nella prima, opera di Giuseppe Arcimboldo, è raffigurata nel periodo delle trattative per il suo matrimonio con Alfonso II nel 1563-1564, in un ritratto presumibilmente realizzato per il futuro marito. In un altro ritratto del 1565, realizzato dopo il suo matrimonio, è raffigurata a grandezza naturale. Questo ritratto è opera di Francesco Terzi.

## Ascendenza
|                        |                        |                            | Genitori                  |  |  | Nonni |  |  | Bisnonni                 |  |  | Trisnonni              |  |
|                        |                        |                            |                           |  |  |       |  |  | Massimiliano I d'Asburgo |  |  | Federico III d'Asburgo |  |
|                        |                        |                            |                           |  |  |       |  |  | Massimiliano I d'Asburgo |  |  | Federico III d'Asburgo |  |
|                        |                        | Eleonora d'Aviz            |                           |  |  |       |  |  | Massimiliano I d'Asburgo |  |  |                        |  |
| Filippo                |                        |                            |                           |  |  |       |  |  | Massimiliano I d'Asburgo |  |  |                        |  |
|                        |                        | Maria di Borgogna          | Carlo I di Borgogna       |  |  |       |  |  |                          |  |  |                        |  |
|                        |                        | Maria di Borgogna          | Carlo I di Borgogna       |  |  |       |  |  |                          |  |  |                        |  |
|                        |                        | Maria di Borgogna          | Isabella di Borbone       |  |  |       |  |  |                          |  |  |                        |  |
| Ferdinando I d'Asburgo |                        | Maria di Borgogna          |                           |  |  |       |  |  |                          |  |  |                        |  |
|                        |                        | Ferdinando II d'Aragona    | Giovanni II d'Aragona     |  |  |       |  |  |                          |  |  |                        |  |
|                        |                        | Ferdinando II d'Aragona    | Giovanni II d'Aragona     |  |  |       |  |  |                          |  |  |                        |  |
|                        |                        | Ferdinando II d'Aragona    | Giovanna Enríquez         |  |  |       |  |  |                          |  |  |                        |  |
| Giovanna di Castiglia  |                        | Ferdinando II d'Aragona    |                           |  |  |       |  |  |                          |  |  |                        |  |
|                        |                        | Isabella di Castiglia      | Giovanni II di Castiglia  |  |  |       |  |  |                          |  |  |                        |  |
|                        |                        | Isabella di Castiglia      | Giovanni II di Castiglia  |  |  |       |  |  |                          |  |  |                        |  |
|                        |                        | Isabella di Castiglia      | Isabella del Portogallo   |  |  |       |  |  |                          |  |  |                        |  |
| Barbara d'Austria      |                        | Isabella di Castiglia      |                           |  |  |       |  |  |                          |  |  |                        |  |
|                        | Casimiro IV di Polonia | Ladislao II di Polonia     |                           |  |  |       |  |  |                          |  |  |                        |  |
|                        | Casimiro IV di Polonia | Ladislao II di Polonia     |                           |  |  |       |  |  |                          |  |  |                        |  |
|                        | Casimiro IV di Polonia | Sofia Alšėniškė            |                           |  |  |       |  |  |                          |  |  |                        |  |
| Ladislao II di Boemia  | Casimiro IV di Polonia |                            |                           |  |  |       |  |  |                          |  |  |                        |  |
|                        |                        | Elisabetta d'Asburgo       | Alberto II d'Asburgo      |  |  |       |  |  |                          |  |  |                        |  |
|                        |                        | Elisabetta d'Asburgo       | Alberto II d'Asburgo      |  |  |       |  |  |                          |  |  |                        |  |
|                        |                        | Elisabetta d'Asburgo       | Elisabetta di Lussemburgo |  |  |       |  |  |                          |  |  |                        |  |
| Anna Jagellone         |                        | Elisabetta d'Asburgo       |                           |  |  |       |  |  |                          |  |  |                        |  |
|                        |                        | Gastone II di Foix-Candale | Giovanni di Foix-Candale  |  |  |       |  |  |                          |  |  |                        |  |
|                        |                        | Gastone II di Foix-Candale | Giovanni di Foix-Candale  |  |  |       |  |  |                          |  |  |                        |  |
|                        |                        | Gastone II di Foix-Candale | Margaret de la Pole       |  |  |       |  |  |                          |  |  |                        |  |
| Anna di Foix-Candale   |                        | Gastone II di Foix-Candale |                           |  |  |       |  |  |                          |  |  |                        |  |
|                        |                        | Caterina di Navarra        | Gastone IV di Foix        |  |  |       |  |  |                          |  |  |                        |  |
|                        |                        | Caterina di Navarra        | Gastone IV di Foix        |  |  |       |  |  |                          |  |  |                        |  |
|                        |                        | Caterina di Navarra        | Eleonora di Navarra       |  |  |       |  |  |                          |  |  |                        |  |
|                        |                        | Caterina di Navarra        |                           |  |  |       |  |  |                          |  |  |                        |  |